# دی‌دی‌بی
دی‌دی‌بی (انگلیسی: DDB) شرکت تبلیغات آمریکایی است، که در سال ۱۹۲۵ تأسیس شد.